# Castillo de Azay-le-Rideau
El castillo de Azay-le-Rideau (en francés, château d'Azay-le-Rideau) es uno de los más sobresalientes ejemplos de la arquitectura renacentista francesa. Se encuentra en la comuna de Azay-le-Rideau, en el departamento de Indre y Loira, Francia, donde fue construido entre 1518 y 1523. Fue erigido sobre una pequeña isla del río Indre. Sus cimientos se elevan directamente del río. Tiene planta en forma de L.
Forma parte del conjunto de castillos del Loira que fueron declarados Patrimonio de la Humanidad por la Unesco en 2000.

## Historia del castillo

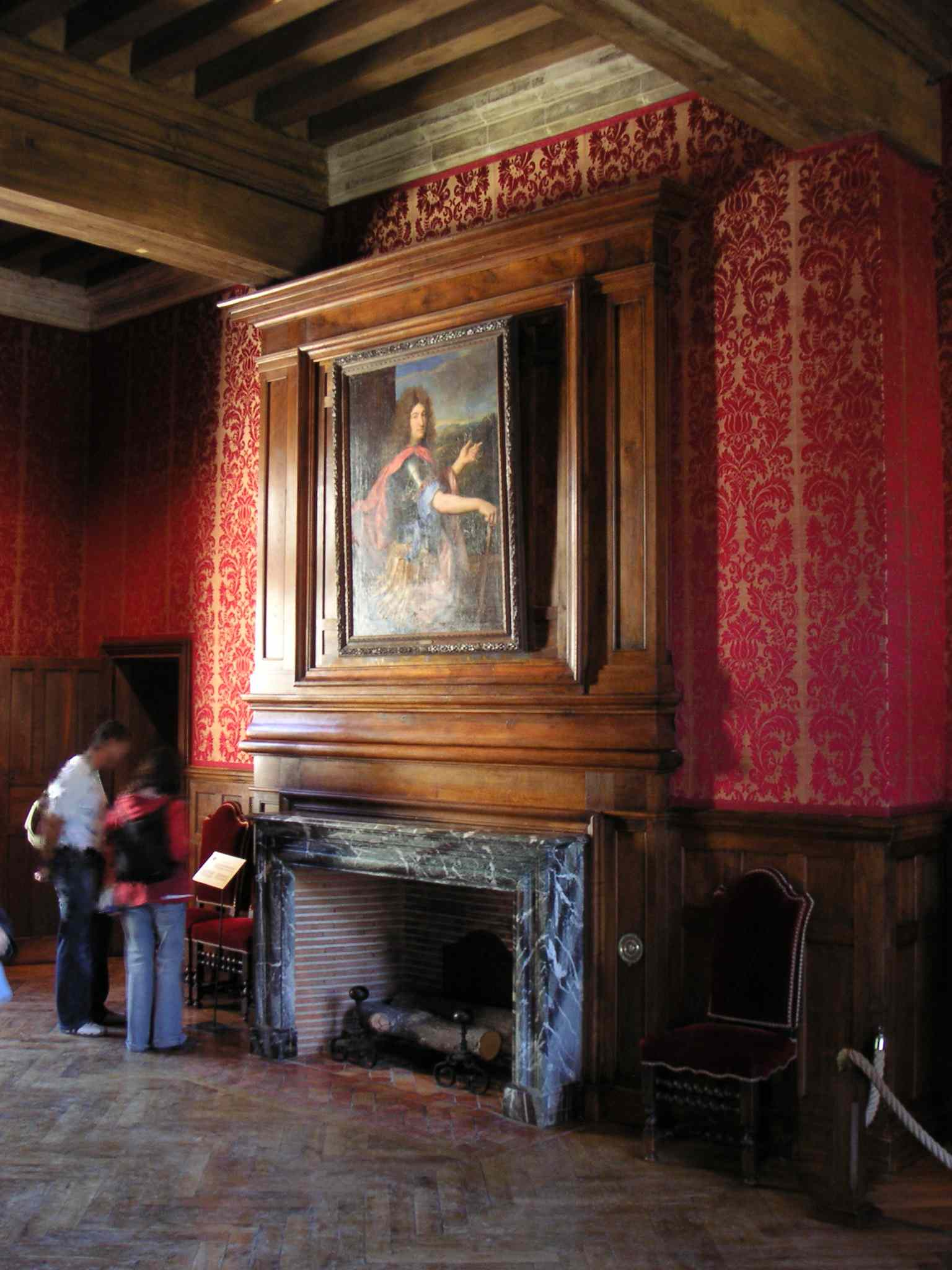
El castillo está abierto al público, dentro del cual se pueden apreciar varias obras de arte

Gilles Berthelot, el tesorero estatal de Francisco I y alcalde de Tours, comenzó a reconstruir este sitio ya fortificado, que era parte de la herencia de su esposa. Sin embargo, fue ella, Philippe Lesbahy, la que dirigió el curso de los trabajos, incluyendo la idea nueva de una escalera central (escalierd'honneur) que es el rasgo más notable de Azay.
En 1528 recayeron sobre Berthelot sospechas de malversación y se vio forzado a escapar de Azay-le-Rideau, todavía incompleto y al que no volvería jamás. En su lugar, el rey confiscó la propiedad y se la dio como recompensa a uno de sus militares de alto rango.
Durante los siglos cambió varias veces de manos hasta principios del siglo XX, cuando fue adquirido por el gobierno francés y restaurado. El interior fue completamente reamueblado con una colección de piezas de Renacimiento. Hoy, el château está abierto al público.

## Estilo del edificio
Las largas proporciones y las decoraciones esculturales de Azay son italianizantes, al gusto reciente por lo antiguo, pero las esquinas de bastión coronadas por conos puntiagudos, los montones verticales de ventanas agrupadas separadas por enfáticos cordones horizontales, y la alta azotea de pizarra inclinada son inequívocamente franceses. Las fortificaciones juguetonas y los torreones medievales dieron un aire de nobleza tradicional al tesorero del rey recién ennoblecido.
La escalera central es el rasgo principal que el visitante se encuentra al entrar. Está incorporada dentro del edificio, más que elevarse helicoidalmente, en parte encajada en la pared y visible desde fuera, al modo francés que es familiar en el castillo de Blois.
Los detalles esculturales en Azay son particularmente notables. Sobre la planta baja, pilastras estriadas sobre altas bases conducen a la primera balaustrada, en la que campean la salamandra y el armiño, los emblemas de Francisco I y de su esposa, la reina consorte Claudia.
La generación romántica descubrió de nuevo el atractivo de Azay-le-Rideau. Honoré de Balzac lo llamó «un diamante tallado en facetas, engastado por el Indre» («Un diamant taillé à facettes, serti par l'Indre»). Ahora Azay-le-Rideau está rodeado por un jardín de paisaje parecido a un parque inglés, claramente decimonónico, con muchos árboles de coníferas, sobre todo exóticas: cedro del atlas, ciprés calvo y secuoyas del Nuevo Mundo.

Château d'Azay-le-Rideau
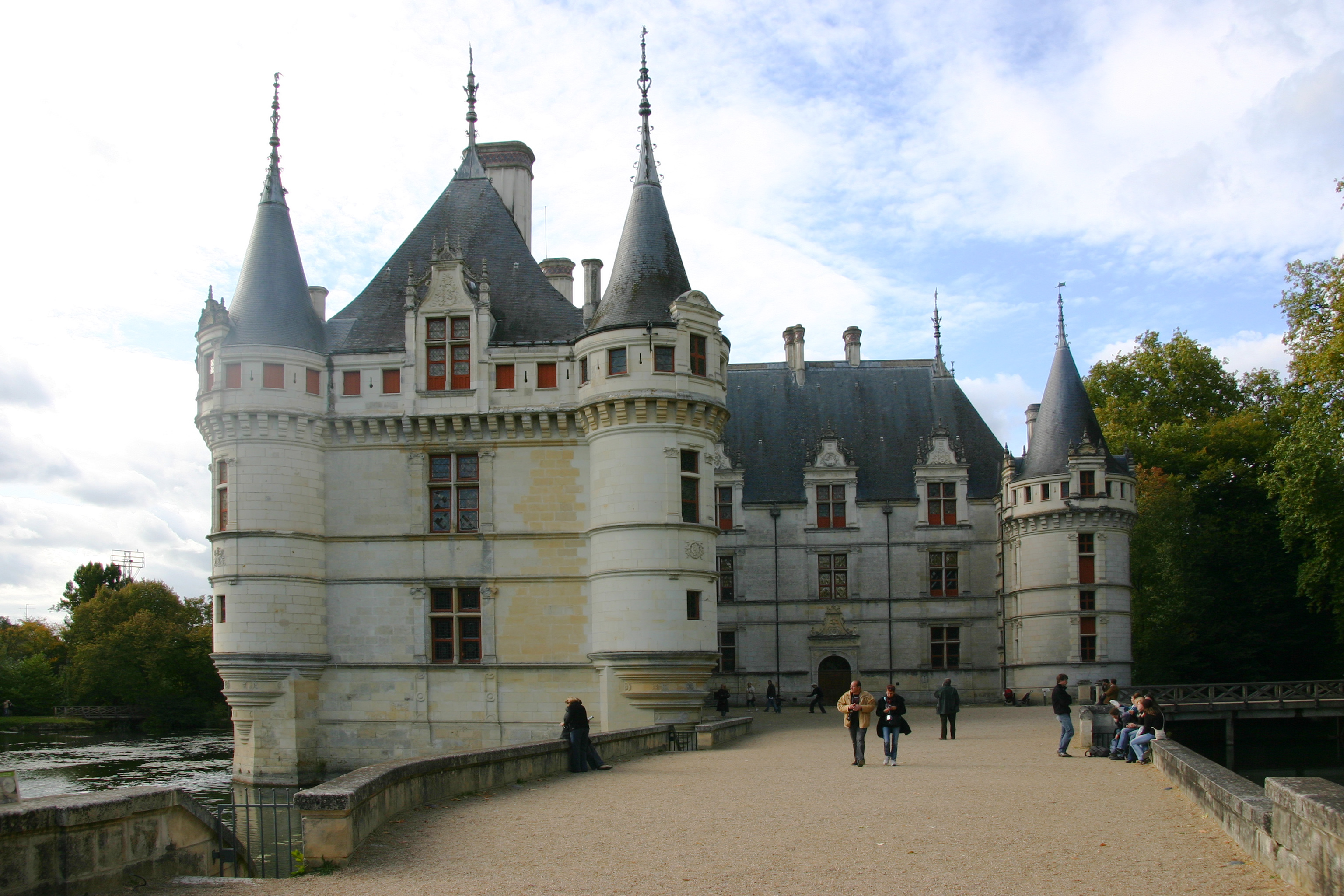
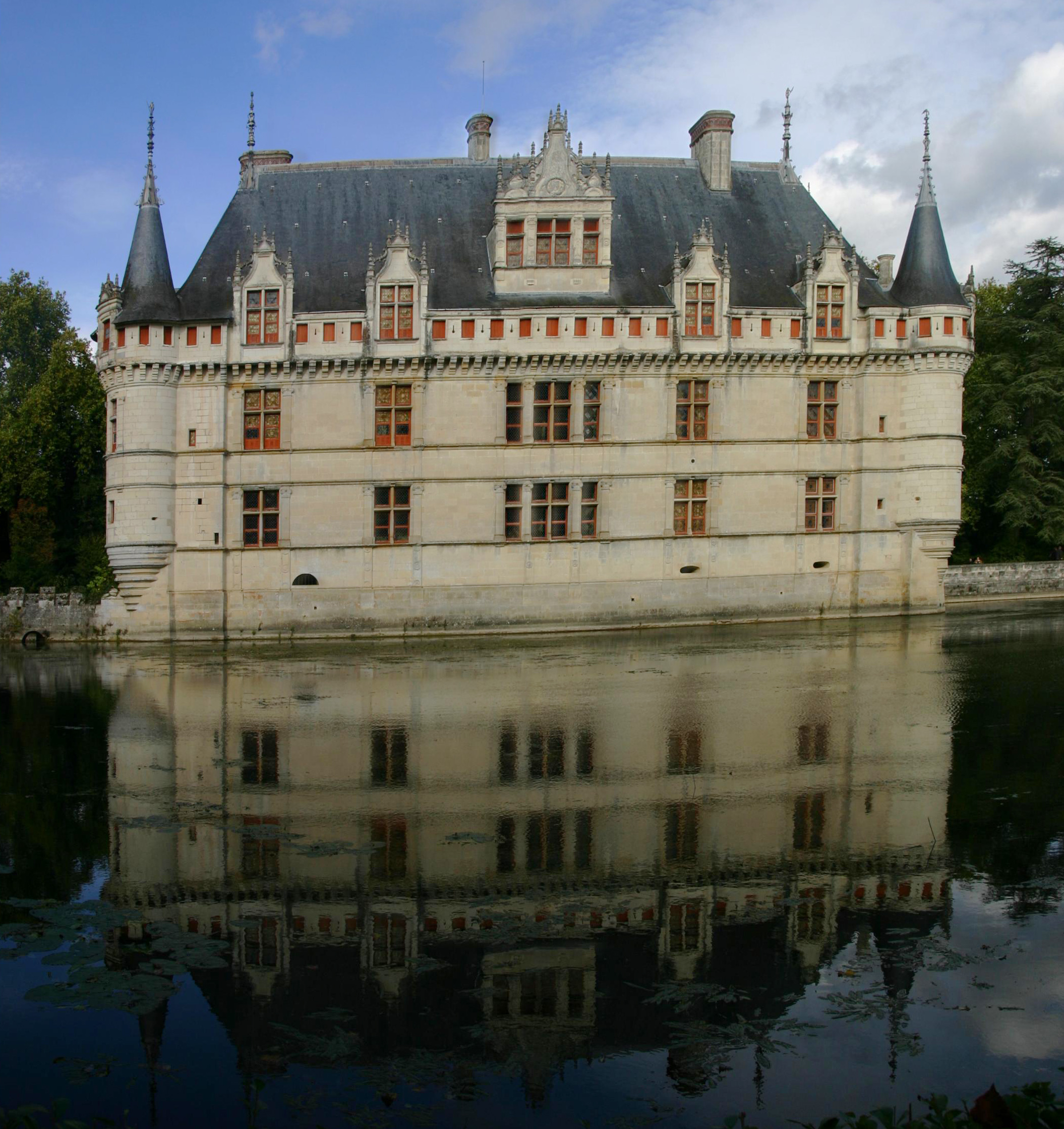
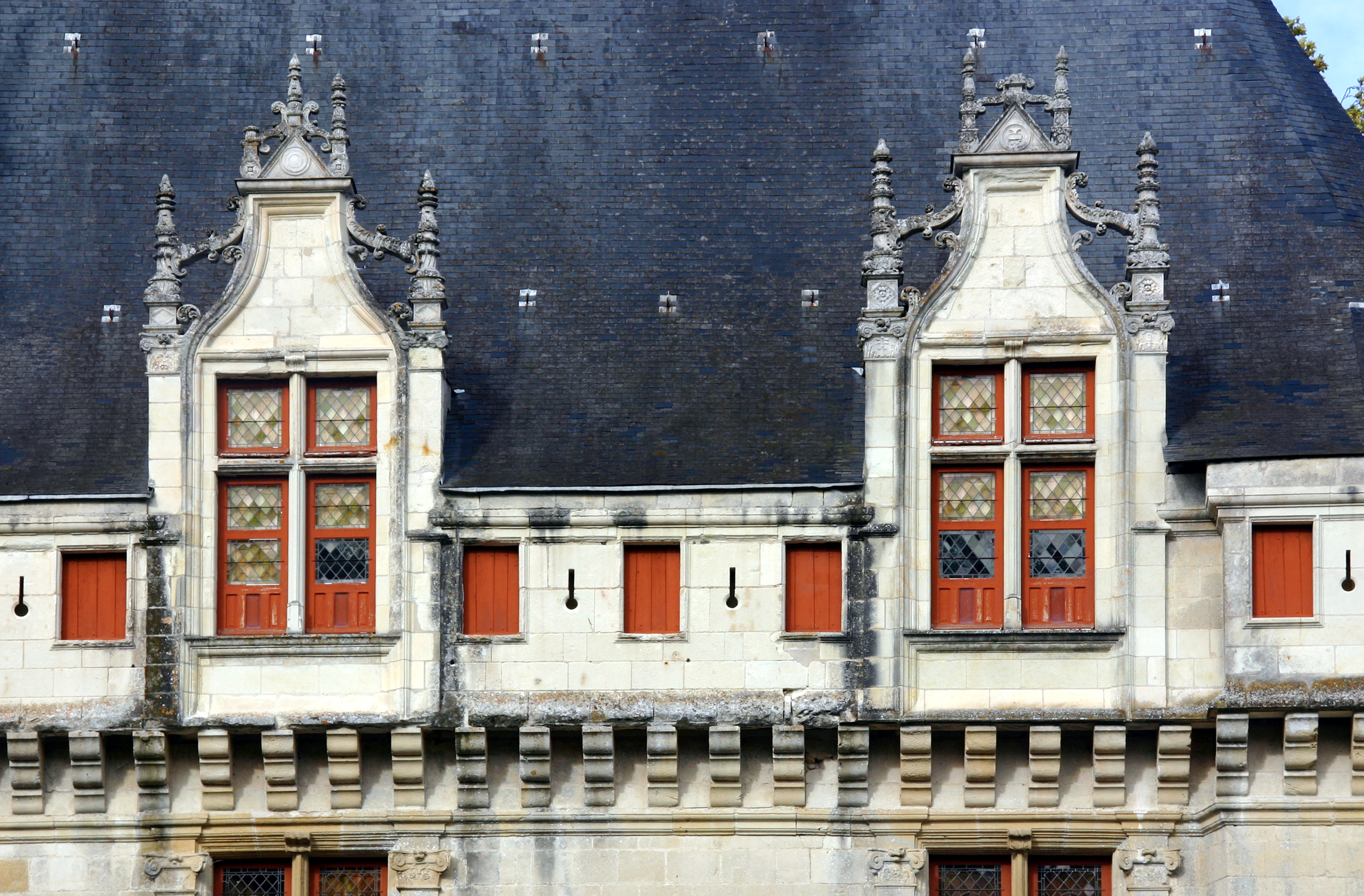
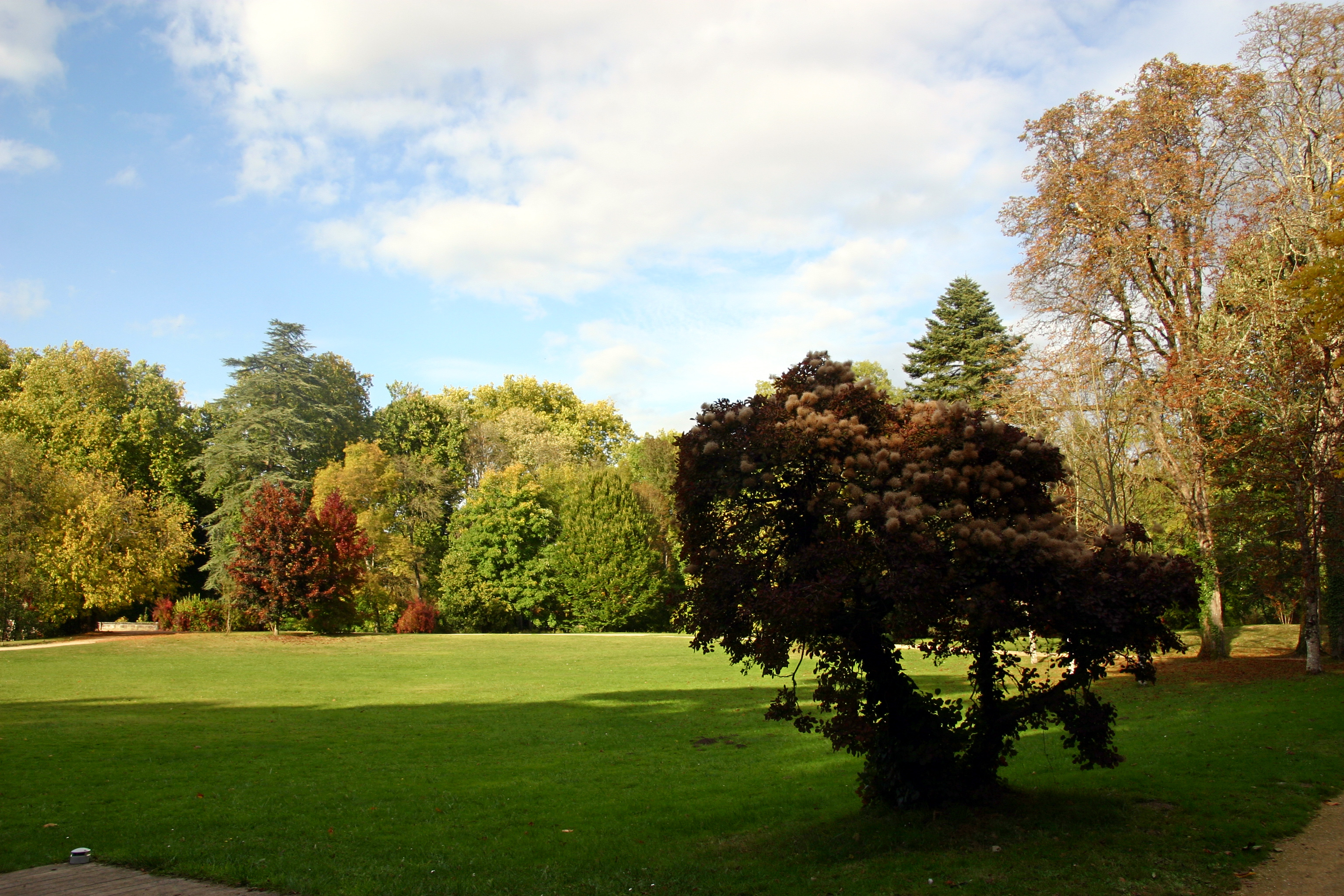
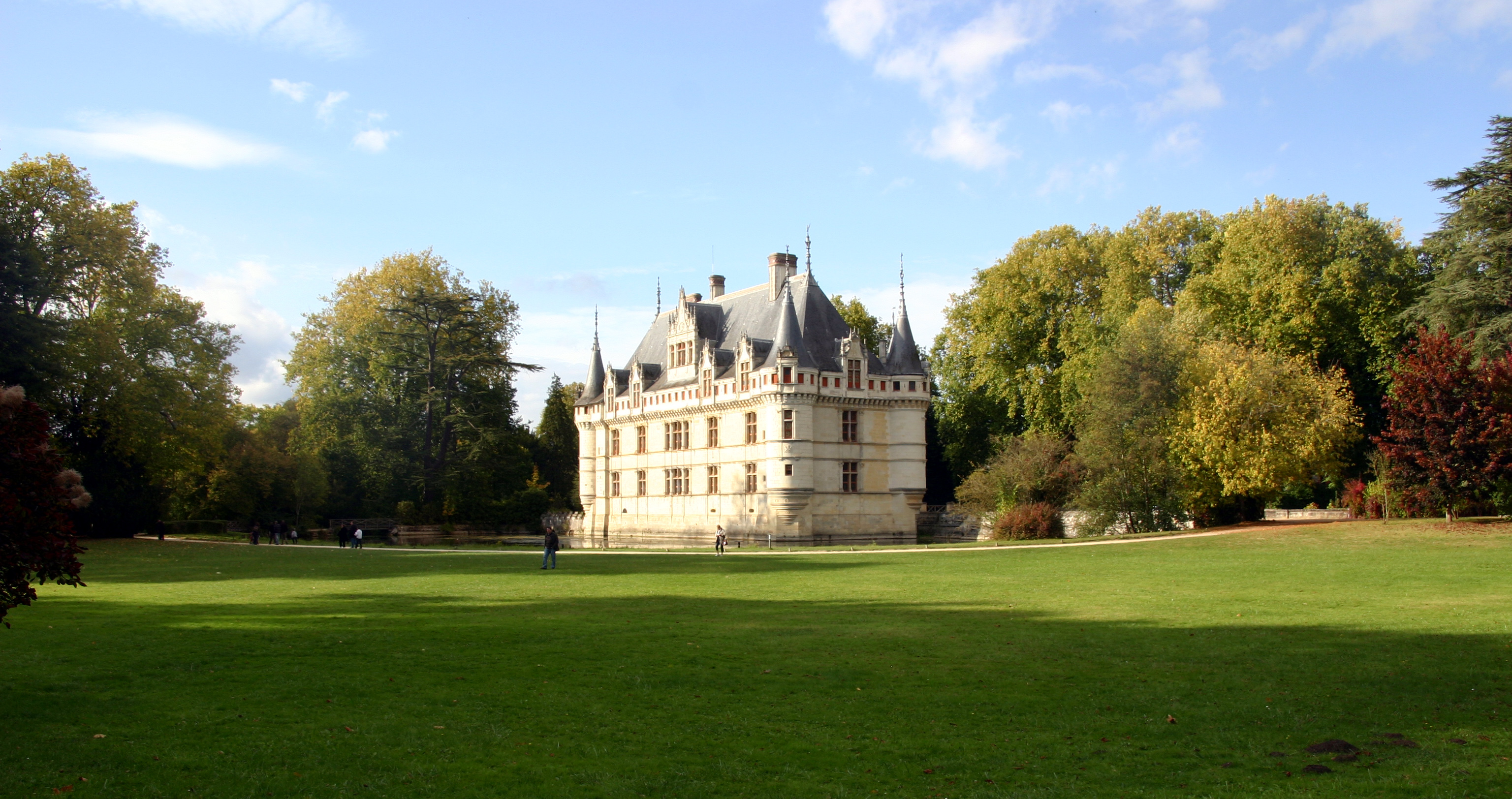